# الثمان (مأرب)

تعديل مصدري - تعديل

الثمان هي إحدى قرى عزلة ال شبوان بمديرية مأرب التابعة لمحافظة مأرب، بلغ تعداد سكانها 115 نسمة حسب تعداد اليمن لعام 2004.